# Sagittaria sagittifolia
Sagittaria sagittifolia és una espècie de planta aquàtica monoica monocotiledònia amb les fulles amb forma de fletxa. És una planta nativa dels aiguamolls de les regions de clima temperat d'Europa i Àsia. Als Països Catalans només es troba als aiguamolls de l'Alt Empordà.

## Descripció
Es tracta d'una planta herbàcia i perenne que creix dins l'aigua amb fondàries d'entre 15 i 50cm. Les seves flors fan de 2 a 2,5 cm de diàmetre i tenen tres sèpals petits i tres pètals blancs amb nombrosos estams de color porpra. Floreix de maig a agost. Fa el fruit en núcules agrupades en glomèruls.

## Usos
El seu tubercle rodó és comestible. Es menja tradicionalment per celebrar l'any nou xinès.

## Enllaços externs

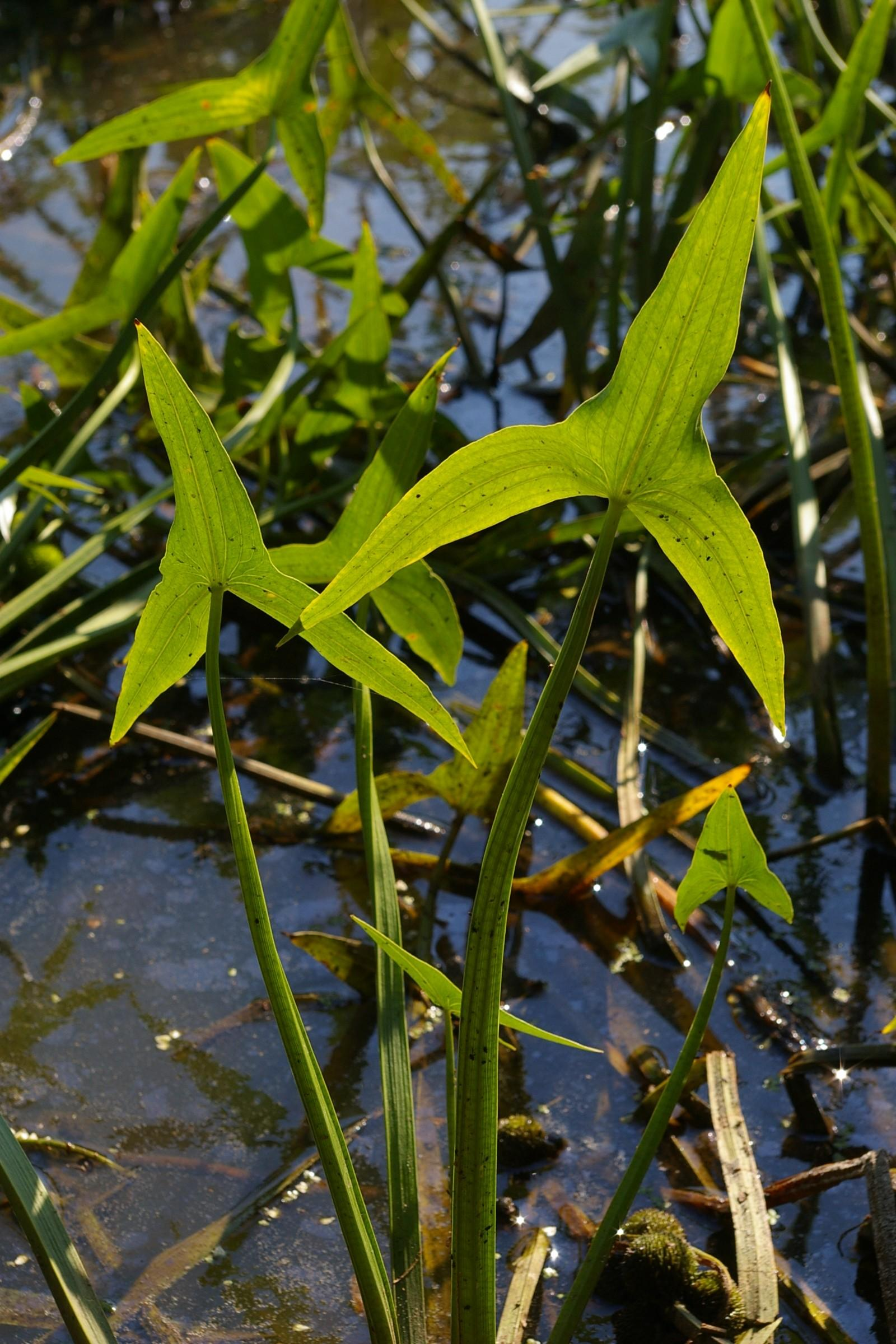
Leaves